# Wspólnota administracyjna Meßstetten
Wspólnota administracyjna Meßstetten – wspólnota administracyjna (niem. Vereinbarte Verwaltungsgemeinschaft) w Niemczech, w kraju związkowym Badenia-Wirtembergia, w rejencji Tybinga, w regionie Neckar-Alb, w powiecie Zollernalb. Siedziba wspólnoty znajduje się w mieście Meßstetten.
Wspólnota administracyjna zrzesza jedno miasto i dwie gminy wiejskie:
- Meßstetten, miasto, 10 472 mieszkańców, 76,82 km²
- Nusplingen, 1 810 mieszkańców, 20,75 km²
- Obernheim, 1 432 mieszkańców, 15,02 km²